# Association pour le germanisme à l'étranger
L'Association pour le germanisme à l’étranger (en allemand Volksbund für das Deutschtum im Ausland, en abrégé VDA) est une organisation pangermaniste fondée le 15 août 1881 comme institution culturelle.

## Historique
L'Association pour le germanisme est d’abord créée comme la Allgemeiner Deutscher Schulverein (association générale des écoles allemandes), avec son équivalente autrichienne la Deutschen Schulverein (Association des écoles autrichiennes). Elle est fortement subventionnée par la république de Weimar puis par l’État nazi, liée aux services secrets allemands (Abwehr), qui soutient les mouvements régionaux indépendantistes durant les années 1930 (Alsace et Lorraine, Flandres, Bretagne, Bourgogne).
Interdite en 1945 car considérée comme nazie, l’association est recréée avec les mêmes statuts et le même personnel, et subventionnée à partir de 1990 par le gouvernement allemand. En 1998, elle est devenue la Verein für Deutsche Kulturbeziehungen im Ausland et compte environ 10 000 membres en 2005.

## Galerie de badges

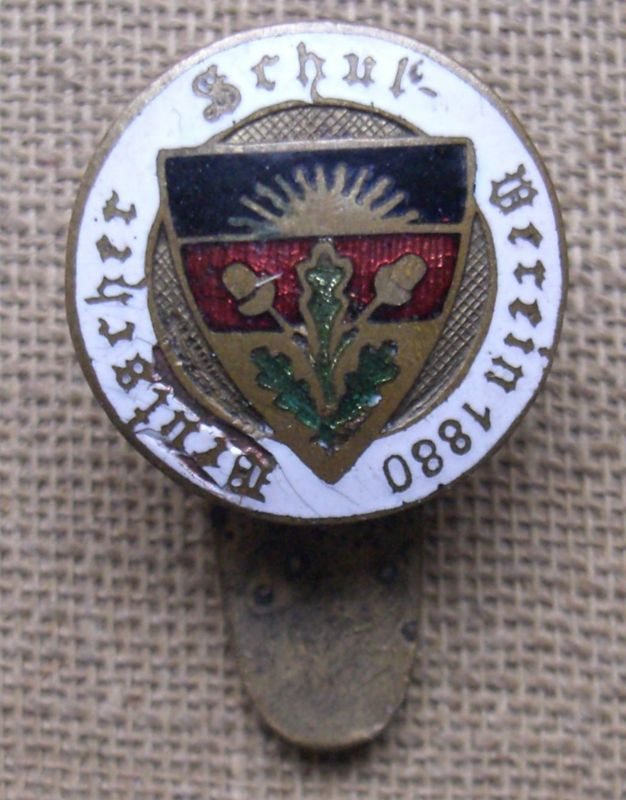
1880.
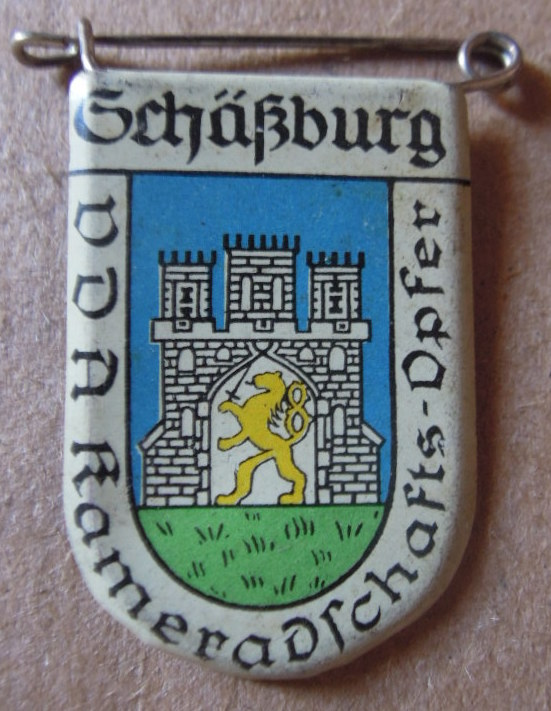
1934-1939.
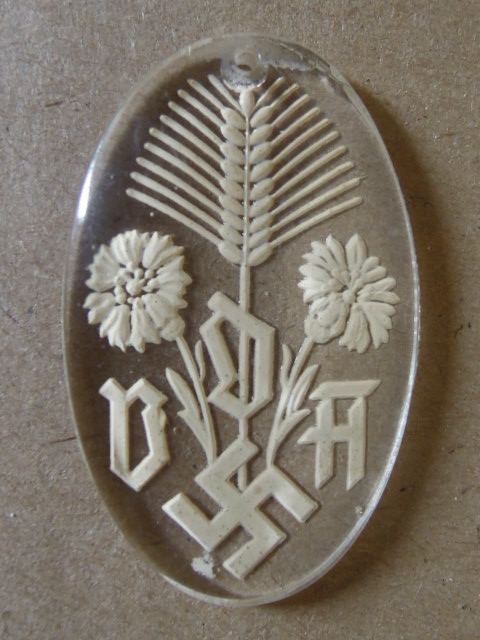
1939.

## Source
- Lionel Boissou, L’Allemagne et les mouvements identitaires en France, des années 1920 à la Deuxième Guerre mondiale - Un aperçu. Cahiers pour l'analyse concrète, no 53, 2004.

- (de) Cet article est partiellement ou en totalité issu de l’article de Wikipédia en allemand intitulé « Verein für das Deutschtum im Ausland » (voir la liste des auteurs).